# Platges de Berbes, Vega i La Sierra
La Platja de Vega, juntament amb la platja de Berbes i la platja de La Sierra són una conjunt de platges del consell de Ribadesella, Astúries. S'emmarquen en les platges de la Costa Verda Asturiana i són considerades  paisatge protegit, des del punt de vista mediambiental (per la vegetació, els penya-segats i al complex dunar, que el va fer ser catalogada com "Monument Natural", juntament amb el proper congost de  Entrepeñes). Per aquest motiu estan integrades, segons informació del Ministeris d'Agricultura, Alimentació i Medi Ambient, en el Paisatge Protegit de la Costa oriental d'Astúries.

## Descripció
La platja de Vega és una de les més extenses d'Astúries, amb més d'un quilòmetre de longitud i una de les poques del nord que conserva un important sistema de dunes. L'extensa platja està dividida per la desembocadura d'un petit rierol, i presenta fort onatge per estar molt oberta per la seva forma lineal.
L'extrem més occidental és una zona freqüentada per nudistes, mentre que a la part més oriental és on poden observar-se restes juràssics (petjades de dinosaure), així com de roques amb presència de fluorita.
Els accessos a les dues primeres platges són rodats, però per accedir a la de La Sierra cal anar a peu. Les platges de Vega i Berbes se separen mitjançant un promontori rocós, mentre que a l'est tanca la platja la punta i la cala anomenades de Sierra. A la platja de La Sierra s'accedeix durant la baixamar a través de la de Vega, malgrat l'existència d'un sender que és poc practicat per la dificultat que presenta en descendir pel penya-segat.
Es tracta d'una platja accessible per a minusvàlids. Compta amb gran varietat de serveis, lavabos, dutxes, papereres, neteja, telèfon, establiment de begudes i menjars, senyalització de perill així com a equip de salvament durant l'època estival.